# India ai Giochi della X Olimpiade
L'India partecipò ai Giochi della X Olimpiade, svoltisi a Los Angeles, Stati Uniti, dal 30 luglio al 14 agosto 1932, con una delegazione di 19 atleti impegnati in tre discipline.

## Medaglie
| Medaglia | Atleta | Sport           |
| -------- | --- | --------------- |
| Oro      | Richard Allen Muhammad Aslam Lal Bokhari Frank Brewin Richard Carr Dhyan Chand Leslie Hammond Arthur Hind Sayed Jaffar Masud Minhas Broome Pinniger Gurmit Singh Kullar Roop Singh William Sullivan Carlyle Tapsell | Hockey su prato |